# Jens Böhrnsen
Jens Böhrnsen (Brema, 12 giugno 1949) è un politico tedesco del Partito Socialdemocratico.
Dal 2005 è stato presidente del Senato e sindaco di Brema. È diventato Presidente del Consiglio Federale Tedesco nel 2009 e, come tale, è divenuto Capo di Stato de facto quando il Presidente Horst Köhler ha rassegnato le proprie dimissioni il 31 maggio 2010. Ha terminato l'incarico il 30 giugno 2010, in seguito all'elezione di Christian Wulff come Presidente della Repubblica.
È un avvocato ed è stato giudice presso il tribunale della città di Brema dal 1978 al 1995, quando ha scelto di dedicarsi alla carriera politica a tempo pieno.

## Biografia
Jens Böhrnsen nasce a Gröpelingen, un distretto di lavoratori di Brema, il 12 giugno 1949 da genitori attivamente impegnati nel Partito Socialdemocratico. Suo padre, dapprima comunista, è stato per lungo tempo leader della SPD a Brema divenendo e capogruppo dell'SPD al Senato di Brema e poi Presidente del Senato stesso.
Studia legge all'Università di Kiel e dà il primo esame di stato nel 1973, mentre il secondo presso l'Università di Amburgo nel 1977. Serve nella città di Brema come assessore e come giudice per 17 anni.

## Carriera politica
Nel 1999, Böhrnsen viene eletto capogruppo del SPD al Senato di Brema. L'assemblea legislativa decide di nominare Böhrnsen sindaco dopo aver vinto le primarie dopo che il sindaco Henning Sherf aveva annunciato le proprie dimissioni nel settembre del 2005 con l'intento di rassegnarle nel dicembre dell'anno stesso.
Con l'elezione a sindaco assume anche la carica di Presidente del Senato di Brema.
Il 1º novembre 2009 proprio in qualità di Presidente del Senato di Brema, viene nominato Presidente del Consiglio Federale Tedesco per l'anno 2009-2010: tale ufficio infatti è assunto da tutti i presidenti dei senati dei singoli länder a rotazione.
In accordo con l'articolo 57 della Costituzione Tedesca il presidente del Bundresrat Jens Böhrnsen è designato sostituto capo dello Stato della Repubblica Federale Tedesca in concomitanza con le dimissioni del Presidente della Repubblica Horst Köhler, rassegnate il 31 maggio 2010.